# César Cano
César Cano Forrat (n. Valencia, 24 de agosto de 1960) es un compositor español, cuyo catálogo de obras le ha valido el reconocimiento de público y crítica y le ha situado como uno de los creadores más destacados de su generación. Su obra se caracteriza por la meticulosidad, el rigor y la homogeneidad, y es producto de la compleja tradición y de los hallazgos musicales que ésta ha legado, desde una perspectiva aglutinadora, que pronto se transforma en un estilo personal coherente, de base serial, que ha dado como resultado piezas compactas, cohesionadas y de gran belleza.[cita requerida]

## Datos biográficos
Cursa los estudios de Piano y Composición en el conservatorio de su ciudad natal, donde también estudia Dirección de orquesta con el maestro Manuel Galduf. Obtiene "Premio de Honor" en Contrapunto y fuga, "Mención de Honor" en Dirección de orquesta y ambos premios en Composición. Paralelamente asiste becado a varios cursos nacionales e internacionales. Es profesor superior de Armonía, Contrapunto, Composición e instrumentación y Dirección de orquesta. Ha sido profesor de Composición e instrumentación en el Conservatorio Superior de Música “Salvador Seguí” de Castellón de la Plana y en el Conservatorio Superior de Música “Joaquín Rodrigo” de Valencia, donde imparte en la actualidad las mismas materias.
Fue director titular del Grup Contemporani de Valencia de 1987 a 1990. Obtuvo el Premio “Valencia” de composición de música de cámara, en sus  ediciones de 1984 y 1986, y el segundo premio del Concurso Nacional de Dirección de orquesta “Manuel Palau” en 1985. En 1990 le es concedido el primer premio sinfónico del III Concurso Internacional de Composición de la JONDE, con su obra Prácticas de pasión. Ha ganado diversos concursos de composición coral, entre los que destacan el Premio “Juan Bautista Comes” en 1997, el Premio de la FECOCOVA en tres ocasiones y la Beca “Fernando Remacha” del I Concurso de composición coral de cámara de Pamplona en 2006.
Ha recibido encargos de la Orquesta Nacional de España (Concierto para piano y orquesta), de la Fundación “Arte y Tecnología” de Telefónica (Gris), de la Generalidad Valenciana (Clinamen, concierto para clarinete y orquesta), del Centro para la Difusión de la Música Contemporánea (Tribal, Liras y endecha), entre otras. En 1988 el Ayuntamiento de Valencia le encarga la composición de un Te Deum, para celebrar en la catedral y en presencia de los Reyes de España el 750 aniversario de la conquista de la ciudad, interpretación que se grabó en CD. Este Te Deum consigue posteriormente el 2º premio sinfónico coral del III Concurso internacional de Composición de la JONDE en 1991.
Ha compuesto y dirigido música escénica a petición del Centre Dramàtic Valencià y del Thèâtre de la Commune de París. De 1993 a 1995 residió en Londres, donde trabajó como compositor independiente. Desde 1989 realiza una amplia actividad como conferenciante en varias ciudades españolas difundiendo la música contemporánea. Fue compositor residente de la Joven Orquesta de la Generalidad Valenciana durante los años 2001 y 2002, y compuso por encargo de esta agrupación las obras Vestigios, para orquesta de cámara y electroacústica, y Sobre los ángeles, para orquesta sinfónica.
Su variado catálogo incluye más de 70 obras que han sido interpretadas en diferentes países como el Reino Unido, Estados Unidos, Francia, Alemania, Suiza, Italia, México, Rusia, Holanda, Uruguay, Portugal, Líbano. Su discografía cuenta con 15 CD, que recogen algunas de sus obras más representativas. Como productor musical ha realizado nueve CD, ocho de los cuales con el sello discográfico EGT.

## Apuntes estéticos
El lenguaje de las obras de César Cano es serial. Diferentes series de doce sonidos suelen generar los elementos que nutren sus partituras. Estas series son tratadas libremente y a veces su despliegue se asocia a algún número que crea nuevas ordenaciones. Esta libertad en el tratamiento del lenguaje serial no es poco significativa tratándose de un joven compositor al que ya le quedan lejos las experimentaciones de la denominada Escuela de Darmstadt, y que entiende la técnica compositiva como asimilación y síntesis de los aciertos que la experimentación musical ha aportado al lenguaje (CANO: 1991, 40). La aleatoriedad, los microtonos, las técnicas de collage, la cita histórica (canto gregoriano u oratorio barroco, por ejemplo), la sugerencia de algún elemento folklórico (como el flamenco) son recursos que trata circunstancialmente, pero siempre integrados en su estilo. El compositor se muestra especialmente interesado en la experimentación con la forma musical. Sus investigaciones producen como resultado obras tan cohesionadas como expresivas, tan lógicamente organizadas como evocadoras.
Además de la coherencia melódica y armónica derivada de las series que utiliza, es singularmente interesante su tratamiento del elemento rítmico, una fuente muchas veces desbordante de vitalidad y línea generadora de tensiones estructuralmente significativas. Su habilidad de disponer los timbres, bien vocales, bien instrumentales, no se subordina a la búsqueda del efecto aislado.
Como ya se ha señalado, se da en César Cano una manifiesta necesidad sintética, que quiere fundamentarse en las experiencias que la tradición musical ha ido legando al lenguaje de los sonidos. Sin descartar las aportaciones de ninguna de estas experiencias, incluso las de las más disgregadoras, y ratificando la libertad individual del artista, Cano defiende la composición como oficio riguroso y lúcido, sometido a la lógica de un sistema en que es esencial la idea de la direccionalidad, que se sustenta desde la identidad que en primera instancia proporciona el intervalo. El mismo compositor alude a este sistema calificándolo de «sincretismo orgánico». Las siguientes palabras de César Cano explican en que consiste este sistema propio de composición:

La síntesis propuesta no es la “simbiosis” de varias técnicas, ni el “multimanierismo”. No se intenta que el oyente reconozca unas “pistas históricas” que le ayuden a la comprensión (…). Frente a esta simbiosis postulo una organicidad del sistema, que todo lo contenga en su propio seno y sea coherente a través de él, que posea la flexibilidad y potencia suficiente para que diversos aspectos técnicos o estilísticos sean posibles como elaboraciones de él mismo. El sistema como fuente orgánica de todo lo que el compositor quiera y necesite (…).
Cano 1991, 47

En definitiva, concluye con una afirmación que explica la finalidad última de este sistema:

No existe ninguna intención de retrospectiva estilística en el sincretismo, que parte de la búsqueda sincera de una poética absolutamente original y propia, pero sin temer como sacrílegas las hermosas influencias aisladas de la tradición, eso sí, destiladas a través del sistema compositivo.
Cano: 1991, 48

Por otro lado, es una constante en su obra que la especulación musical no esté exenta de contenidos. Aunque es una música que funciona a la perfección como tal, su génesis y su desarrollo no se explican solo desde la pura abstracción, ya que son continuos los puentes que traza con la filosofía, la literatura o las artes plásticas.
Respecto al caso particular de Prácticas de pasión, op. 12 (1987), cabe decir que es un ejemplo bien ilustrativo de los rasgos estilísticos y musicales citados anteriormente. El título de la obra contiene una voluntaria contradicción: ¿Es posible ejercitar o practicar una cosa tan espontánea e innata en el ser humano como el arrebato creativo o la pasión sobre el hecho artístico? De ser así, Cano propone una reacción. En el fondo subyace la idea de oposición a los aspectos más fríos y rigurosos de las vanguardias más estrictas de la segunda posguerra mundial (vid. nota 2), sin rechazar, en cualquier caso, las enseñanzas que se derivaron de su práctica. No obstante, la combinación entre disciplina científica y emoción es un factor determinante en la composición musical:

La composición se alquimia. Su estructura racional y empírica se estremece con los vientos de magia que la habitan. Ciencia y emoción se entrelazan indivisibles, en sutil simbiosis, nutriéndose mutua y constantemente.
Cano 1991, 38

La pieza consta de tres elementos: gestos orquestales multifónicos, ritmos y melodías que se nutren de cinco series de doce sonidos. Los gestos orquestales son también doce, de manera que configuran otras tres series que se desarrollan sobre una matriz serial de acordes. Las proporciones de los tres elementos a lo largo de la obra siguen varias series numéricas en sentido contrario. Los pasajes flexibles se intercalen en la forma y se adosan alternativamente a cada uno de los elementos.
También el Concierto para piano y orquesta, op. 29 (1992) está basado en cinco series de doce sonidos, que generan todo el material melódico y armónico. Las series se van alternando, impregnando cada una el discurso con su peculiar aroma interválico y asumiendo la adecuada transposición, sugerida por el devenir musical. La composición se desarrolla en un solo movimiento que contiene gran variedad de elementos: melodías de diversos tipos, gestos orquestales, pasajes flexibles, polirritmias, intravisiones, turbulencias, deconstrucciones, movimientos perpetuos y cánones, entre otros. La pieza muestra un fuerte interés por la manipulación del «pulso» musical. Tres diferentes «perpetuum mobiles» estructuran la macroforma. Sus pulsos respectivos son cada vez más rápidos, siendo el primero predominantemente binario, ternario el segundo y una combinación de ambos el tercero.
En la música de cámara de César Cano también podemos encontrar buenas muestras de sus planteamientos estéticos e inquietudes creativas. Así pues, en Tribal op. 32 (1994), para flauta y cuatro percusionistas, el compositor pretende crear una mezcla de resonancias tribales. Hay momentos en que los percusionistas hablan y gritan en un lenguaje imaginario, repleto de reminiscencias. La mezcla de aromas instrumentales e idiomáticos de distintos pueblos del mundo crea una ambigüedad multirracial muy cotidiana. Las influencias étnicas concretas no están aplicadas desde un rigor musicológico, sino integradas en el sistema de composición de Cano.
Por su parte, el material melódico y armónico de Vestigios, op. 49 (2002), para orquesta de cámara y electroacústica, nace asimismo de cinco series de doce sonidos. El número 5, símbolo de lo humano, tiene aquí especial importancia y determina distintos aspectos de la obra: desde la elección de la plantilla, formada por cuatro quintetos, hasta la construcción motívica y la invención rítmica. La parte electroacústica, que consta principalmente de sonidos sintetizados de diversas clases y textos recitados por distintas personas en español e inglés, se integra intermitentemente en el conjunto instrumental a lo largo de toda la pieza, como imágenes inconscientes y repentinas, añadiendo al discurso musical aromas sonoros y retazos de versos y frases escondidos en la memoria.
Otras muestras paradigmáticas en su música de cámara son Wind Quintet, op. 59 (2004) y Brass Quintet, op. 60 (2005). En la primera, el tratamiento instrumental de toda la composición es variado y exigente, ya que requiere muy a menudo de cada uno de los intérpretes intervenciones protagonistas. La dualidad y la alternancia entre dos concepciones del quinteto, una como reunión de cinco solistas y otra como una única entidad interpretativa homogénea (cuando tocan homofónicamente), son aspectos que interesan a Cano especialmente y que por lo tanto, intenta explorar y desarrollar en esta obra. En la segunda, exprime al máximo las posibilidades técnicas y tímbricas del quinteto de metales partiendo de varias premisas: variedad rítmica (combinación del tiempo liso con el estriado, modulaciones métricas, polirritmias, etc.), microtonos, texturas contrastantes, solos virtuosísticos, variedad tímbrica (conseguida por la utilización de sordinas) como elemento de gran importancia formal.

## Música, pintura, literatura y filosofía
Asimismo, como ya ha sido señalado, mucha de la música de César Cano enlaza de manera directa con otras manifestaciones artísticas y disciplinas del conocimiento. De hecho, la idea generadora de Prácticas de pasión le surgió al compositor durante una conferencia en Siena sobre pintura italiana y más concretamente, sobre la figura de Miguel Ángel. En aquella conferencia se comentó su furore poético, que en italiano expresa el arrebato creativo, la pasión sobre el hecho artístico. Generalmente, según Vicente Lleó (2007, 5), desde que el papa Julio II lo calificase en 1507 como uomo terribile por sus arrebatos imprevisibles, la terribilitá de Miguel Ángel ha sido considerada simplemente como una característica de su personalidad. Sin embargo, el concepto tenía para sus coetáneos un sentido más profundo. En realidad, la terribilitá del artista se había asimilado a la manía o furore de la inspiración poética, teorizada por neoplatónicos florentinos, como Cristoforo Landino y por Marsilio Ficino específicamente en su epístola De Divino Furore (1457); lejos de ser pues, un rasgo censurable de carácter, ese furor denotaba una capacidad sobrehumana del artista no ya para hacer como Dios (fare una cosa morta parer viva) sino literalmente, para hacer de Dios, para reproducir su proceso de creación.
Además el concepto de non-finito de Miguel Ángel entronca de lleno con la noción de ambigüedad y pluralidad de significados de la obra de arte que César Cano aplica a la composición musical:

La obra de arte siempre ha tenido esta vocación de enriquecedora ambigüedad, esa pluralidad de significados que conviven en un solo significante gracias a los diferentes niveles perceptivos puestos en juego. Este sentimiento de relatividad, de dispersión, es una marca de nuestro tiempo, y se extiende a todos los dominios del ser humano en nuestra civilización. (…) Esta situación se consolida en el arte musical con el código abierto (…), al rechazar la visión única y convencional de la música y proponer la creación de sistemas individuales, que estructurarán la sintaxis necesaria para la expresión artística, sin pretender imponer sus postulados como dogma estético especialmente válido.
Cano 1991, 45-46

Otras obras de Cano también se relacionan con el mundo de la pintura. Y es que al compositor siempre le ha interesado, además de la pintura en sí, el pensamiento estético del pintor. Buenos ejemplos de este interés son Gris y Mondriana, cuyos títulos ya insinúan los contornos y las referencias pictóricas.
En concreto en Gris, op. 28 (1992), música escrita para la exposición Variaciones en Gris, que se presentó en Madrid en 1992, el compositor valenciano trató de escribir un discurso que no fuese totalmente abstracto, sino que mantuviese cierta influencia instrumental tradicional. Su deseo fue el de proponer un posible paralelismo entre su música y el interés fundamental del pintor Juan Gris (1887-1927) por la representación de la esencia del objeto. En la obra de Cano, la voluntad representativa de este fundamento esencial será el serialismo, código ya contemporáneo al pintor. Por otra parte, diferentes asociaciones de elementos forman un collage musical, lo que constituye un homenaje a la técnica de los papiers collés que practicó Gris. Además, la fascinación del artista plástico por la proporción matemática sugirió al músico la existencia de un número, el once, que se correspondía con el número de cuadros de Gris que funcionaban como núcleo de la exposición, y que eran objeto de reflexión por parte de varios artistas que utilizaban técnicas tradicionales y contemporáneas, como el Video-Art, el Fax-Art, la música electroacústica, etc. Ese número once es el generador de las células melódicas, ritmos y formas con que el compositor vertebra la pieza.
En cuanto a Mondriana, op. 10 (1987), podemos decir que se trata de la única pieza del catálogo de César Cano escrita para banda de música. Fue un encargo de la Consejería de Cultura de la Generalidad Valenciana para ser obra obligada en la Sección Juvenil del Certamen Internacional de Bandas «Ciutat de València» en 1988 y parte de las propuestas artísticas del pintor holandés Piet Mondrian (1872-1944), principal exponente del neo-plasticismo. Influido por sus ideas estéticas, Cano propone un módulo estructurado rítmicamente por la serie de Fibonacci, que consta de una melodía multidimensional de timbres y mixturas, exponiendo un discurso rectilíneo y anguloso cercano a la austeridad de su obra pictórica. Por otra parte, la afición de Mondrian a bailar en cabarets de jazz y su famosa obra Broadway Boogie Woogie alumbraron los elementos rítmicos primarios y las melodías expresivas, como testimonio del emocionante contraste entre la abstracción intelectual y la vivencia inmediata de la realidad.
En otro orden de cosas, Cano cuenta con muchas composiciones en las que el mundo de la literatura tiene sus resonancias. La primera obra que tomaremos como ejemplo de esta relación en realidad no es una obra, sino un ciclo llamado Glasperlenspielen, que integra tres composiciones y que está inspirado en la novela del mismo nombre (El juego de los abalorios, en español) de Hermann Hesse. Las dos primeras piezas del ciclo son para conjunto instrumental, la primera para uno reducido y la segunda para uno más amplio, de quince instrumentistas. Glasperlenspiel III, op. 66 (2007), está escrita para orquesta sinfónica, con maderas a dos, cuatro trompas, dos trompetas, dos trombones, cuatro percusionistas, un piano y las cuerdas. Comparte y elabora gran parte del material musical de Glasperlenspiel II, op. 18, pieza finalizada en agosto de 1989 y estrenada aquel mismo año, en el V Festival Internacional de Música Contemporánea de Alicante. El mismo Cano ya habla de la novela de Hesse en relación con la imagen del arte occidental como metáfora epistemológica y que conecta con su concepto de «sincretismo orgánico»:

(…) el arte occidental, influido por la irremediable tendencia cognoscitiva y ordenadora del universo de sus creadores, se nos presenta como una metáfora epistemológica. Un símbolo literario de esta función metafórica del arte es el Glasperlenspiel (juego de los abalorios) de Hermann Hesse, tratado en su novela del mismo título publicada en 1943 y que dedicó misteriosamente “a los viajeros de Oriente”. “El juego de abalorios –nos explica Hesse- es un juego con todos los contenidos y valores de nuestra cultura. Cabría reproducir en el juego todo el dintorno espiritual de mundo” (sic).
Cano 1991, 42

Otras obras en las que Cano entrelaza música y literatura son: Letanías de Tlön, op. 7 (1986), para soprano y conjunto instrumental, inspirada en el cuento de Jorge Luis Borges «Tlön, Uqbar, Orbis Tertius»; Visión de Odette, op. 20 (1989), para viola y piano, sugerida por la primera parte de À la recherche du temps perdu, de Marcel Proust (1871-1922); Concierto para clarinete y orquesta, op. 41 (1998), una obra que desea rendir homenaje a Federico García Lorca (1898-1936), en tres movimientos, el último de los cuales contiene una evocación del mundo del «cante jondo»; Apolo en Sodoma, op. 48 (2002), obra en la que el entorno metafórico remite a la mitología y a pasajes bíblicos, además de la aparición de ciertas referencias literarias. En esta composición para clarinete en sib y electroacústica, Cano pretende mostrar el contraste dramático entre dos concepciones opuestas: la espiritualidad frente al materialismo, el arte frente al mero producto de consumo. Lo consigue sintetizando, a través de una visión surrealista, el pensamiento musical serial con aspectos de la música comercial. Apolo es representado aquí por el canto serial del clarinete, que contrasta con el ambiente plural de Sodoma, metáfora de un mundo materialista, frívolo, consumista y lascivo. De esta parte se encarga la electroacústica integrada por varios elementos que forman un collage sonoro: citas bíblicas en latín, textos en español e inglés, referencias a Kírilov, un personaje de Los Demonios de Dostoievski (1821-1881), orgasmos de mujer, rugidos de tigre, sonidos sintetizados, samples diversos y otros.
Como último ejemplo de obra en la que Cano une música y literatura citaremos Sobre los Ángeles, op. 50 (2002). El mismo título de la composición, así como los títulos de cada movimiento, remiten al poemario homónimo de Rafael Alberti (1902-1999) y los poemas homónimos que lo integran. No obstante y en palabras de César Cano:

(…) no es una obra descriptiva, no se ciñe al texto poético ni cada parte se refiere concretamente al poema que le da nombre. La organización formal se basa en la combinación y elaboración de distintas imágenes sonoras que evocaron la lectura del libro en su totalidad. Así, existen en los primeros movimientos premoniciones musicales de lo que más adelante sucederá plenamente en la obra.
Cano 2004, 4

El lenguaje de Sobre los ángeles es serial. Únicamente tres series de doce sonidos, tratadas libremente, generan todo el material melódico y armónico de la obra. También destaca el mágico número 9, tres veces tres, de ancestrales y divinas resonancias, como elemento generador de células rítmicas. La escritura orquestal combina los pasajes compaseados con los de aleatoriedad controlada, lo temperado con lo microtonal, el ámbito sonoro discreto con el continuo, en un intento de evocar el intenso y lírico surrealismo de los poemas de Alberti.
Finalmente, entre el extenso catálogo de Cano encontramos una obra que traza un estrecho puente con el universo de la filosofía. Se trata de Clinamen, op. 36, obra que se desarrolla en un único movimiento. La partitura, creada en 1992 y revisada tres años después, toma el título del libro de Lucrecio De rerum natura, donde hace referencia a la inclinación o desviación de los átomos en su movimiento, algo casual e imprevisible que, según la filosofía epicúrea, genera choques que son los causantes de la creación del mundo. Se considera, pues, al clinamen, como la inclusión del concepto de libertad creadora dentro de un cosmos regido por el «mecanicismo». De aquí que la idea de la libertad del hombre, la voluntad de ser individual en un entorno impuesto, sea el motor de esta composición. El entorno, mecánico e implacable, viene representado en este caos por un pulso rítmico regular y evidente. La particular sintaxis armónica de la obra es resultado de un proceso orgánico a partir de las cinco series de doce sonidos que originan todo el material. Generalmente modulaciones métricas articulan esta obra con vocación unitaria.
Al margen de estas obras que se han puesto como ejemplo, conviene indicar que esta relación de la música con otros ámbitos artísticos no se detiene aquí. También cabe considerar la música que César Cano tiene escrita para diversas manifestaciones escénicas, así como la minuciosa selección de textos en sus obras para coro o para voz solista.
En definitiva, este compositor valenciano entreteje unos hilos de unión entre la música y otras disciplinas (no solo artísticas) a veces evidentes y a veces sutiles, a veces transparentes y a veces misteriosos. En último término se encuentra la concepción del ente artístico, de la obra de arte, entendida como totalidad, sin límites discretos ni fronteras que impiden el transvase de ideas, nociones e incluso técnicas.

## Listado cronológico de obras
- MÍA, Op. 1 (1984). Coro mixto a cuatro voces
- APUNTES PARA NASTASSIA, Op. 2 (1985 / Revisión: 2006). Piano
- PENTAMETALIA, Op. 3 (1985 / Revisión: 2003). Quinteto de metales
- LOS PERPETUOS COMIENZOS (Cuarteto n.º 1), Op. 4 (1985). Cuarteto de cuerda
- EL ESPEJO Y LA MÁSCARA, Op. 5 (1986). Orquesta Sinfónica
- JUGLERÍA, Op. 6 (1986). Flauta, Violín y Guitarra
- LETANÍAS DE TLÖN, Op. 7 (1986). Soprano, Flauta, Oboe, Clarinete, 1 Perc. Piano, Violín y Violonchelo
- LA NOCHE SANTA, Op. 8 (1986). Coro mixto a cuatro voces
- TRÍO PARA CLARINETE, TROMPA Y PIANO, Op. 9 (1987). Clarinete, Trompa Y Piano
- MONDRIANA, Op. 10 (1987 / Revisión: 2006). Banda Sinfónica
- ATRÁNIMA, Op. 11 (1987). Órgano
- PRÁCTICAS DE PASIÓN, Op. 12 (1987). Orquesta Sinfónica
- PAS DE DEUX, Op. 13 (1988). Dos Flautas
- TE DEUM, Op. 14 (1988) Soprano, Mezzo, Tenor, Barítono, 2 Coros mixtos y Orquesta Sinfónica
- SUEÑO OSCURO, Op. 15 (1989 / Revisión: 2003) Clarinete solo (también versión para Clarinete Bajo solo)
- FULCITE ME, Op. 16 (1989). Dos Sopranos y Órgano
- CIRCE SINIESTRA, Op. 17 (1989). Piano mano izquierda
- GLASPERLENSPIEL II, Op. 18 (1989) Conjunto instrumental (15 intérpretes)
- CANCIONES DE VIGILIA, Op. 19  (1989). Soprano y Piano
- VISIÓN DE ODETTE, Op. 20 (1989). Viola y Piano
- CUARTETO n.º 2, Op. 21 (1990 / Revisión: 1994). Cuarteto de cuerda
- PANIS ET POENA, Op. 22  (1990) Coro mixto a doce voces
- JÁCARA n.º 1, Op. 23 (1991). Piano
- MUDANZAS DE AMOR, Op. 24 (2005). Coro mixto a cuatro voces
- DA ROBUR, Op. 25 (1991). Doble Coro mixto a cuatro voces
- JÁCARA n.º 2, Op. 26 (1991). Piano
- SILBO ENGARZADO, Op. 27 (1992). Flauta y Piano
- GRIS, Op. 28 (1992). Música Electroacústica
- CONCIERTO PARA PIANO Y ORQUESTA, Op. 29 (1992). Piano solista y Orquesta Sinfónica
- WOODEN BREATH, Op. 30 (1994). Clarinete Bajo y Percusión (1 intérprete) ( También versión  para Saxo Tenor y Percusión)
- VIGILIAS, Op. 31 (1994). Clarinete y Piano
- TRIBAL, Op. 32 (1994). Flauta y Percusión (4 ejecutantes) (También versión para Clarinete y Percusión)
- ¿CÓMO NO VENIS?, Op. 33 (1994). Voz y Guitarra
- AZÁNDAR, Op. 34 (1994). Guitarra
- JÁCARA n.º 3, Op. 35 (1995). Piano
- CLINAMEN, Op. 36 (1995). Orquesta Sinfónica
- LIRAS Y ENDECHA, Op. 37 (1996). Soprano y Guitarra
- SPECULUM IN AENIGMATE, Op. 38 (1997). Coro mixto a cuatro voces
- QUEDITO, Op. 39 (1997). Coro mixto a cuatro voces
- SUITE DEL AGUA, Op. 40 (1998). Soprano y Guitarra
- CONCIERTO PARA CLARINETE Y ORQUESTA, Op. 41 (1998). Clarinete solista y Orquesta Sinfónica
- RIMAS DE AMOR Y MUERTE, Op. 42 (1999). Coro mixto a cuatro voces
- ÁMBITO DEL METAL, Op. 43 (2000). Conjunto de metales (4.4.3.1) y 3 percusionistas
- PRESAGIOS Y AZAR, Op. 44 (2000). Flauta, Viola y Arpa
- BERCEUSE AL ESPEJO DORMIDO, Op. 45 (2000). Coro mixto a cuatro voces
- ESCORZO GRAVE, Op. 46 (2001). Contrabajo y Piano
- PREGÚNTALE AL ESPEJO, Op. 47 (2001). Coro mixto a cuatro voces
- APOLO EN SODOMA, Op. 48 (2002). Clarinete en Sib y Electroacústica
- VESTIGIOS, Op. 49 (2002). Orquesta de cámara y Electroacústica
- SOBRE LOS ÁNGELES, Op. 50 (2002). Orquesta Sinfónica
- PERFIL DE ADELA, Op. 51 (2002). Guitarra
- PERFIL DEL MOMENTO, Op. 52 (2003). Flauta
- DESEO, Op. 53 (2003). Coro mixto a cuatro voces
- PERFIL DE MARZO, Op. 54 (2004). Piano
- LE TOMBEAU DE BERIO, Op. 55 (2004). Piano
- PERFIL DEL AUGURIO, Op. 56 (2004). Trompa en Fa
- EVOLUCIÓN, Op. 57 (2004). Coro mixto a cuatro voces
- GALÁN ABRIL, Op. 58 (2004). Coro a tres voces blancas
- WIND QUINTET, Op. 59 (2004). Flauta, Oboe, Clarinete, Trompa y Fagot
- BRASS QUINTET, Op. 60 (2005). Quinteto de metales (1.2.1.1)
- VIVIR EN LA LUZ, Op. 61 (2005). Clarinete, Piano y Electroacústica
- OFRENDA (Homenaje a Isaac Albéniz), Op. 62 (2005). Piano
- EL LIBRO DE ARTEMIDORO, Op. 63 (2006). Guitarra
- EL GRAN VIAJE, Op. 64 (2006). Coro mixto a ocho voces
- SEXTET, Op. 65 (2006). Flauta, Oboe, Clarinete, Trompa, Fagot y Piano
- GLASPERLENSPIEL III, Op. 66 (2007). Orquesta Sinfónica (
- ANCESTRY, Op. 67 (2007). Cuarteto de Percusión (4 ejecutantes)
- SOLEDAD FLORIDA, Op. 68 (2007). Coro mixto a ocho voces
- PRELUDI FESTIU PER A UN AUDITORI, Op. 69 (2007). Orquesta Sinfónica
- LE JOCKEY PERDU, Op. 70 (2008). Violín y Piano
- TIEMPO, Op. 71 (2009). Coro mixto a cuatro voces
- TEORÍA DEL CIELO, Op. 72 (2009). Soprano y Orquesta Sinfónica
- CONCIERTO PARA ORQUESTA, Op. 73 (2010). Orquesta Sinfónica
- CLARINET QUINTET, Op. 74 (2011). Clarinete en Sib y Cuarteto de cuerda
- PERFIL DEL SORTILEGIO, Op. 75 (2011). Violin solo
- EL AIRE MIS QUEJAS LLEVA, Op. 76 (2012). Coro masculino a tres voces
- JÁCARA n.º 4, Op. 78 (2012). Piano
- EL CUADERNO DE GABRIEL, Op. 79 (2013). Piano
- VIDI CÆLUM NOVUM, Op. 80 (2019). Coro mixto a ocho voces
- LUNAS DE KLEE, Op. 81 (2014). Conjunto Instrumental (10 intérpretes)
- TRES SONETOS DE LOPE, Op. 82 (2014). Soprano y Piano
- GLASPERLENSPIEL I, Op. 83 (2015). Flauta, Clarinete (Cl. Bajo), Violín, Violonchelo y Piano.
- FANFARRIA ACADÉMICA, Op. 84 (2015). Quinteto de metales (1.2.1.1)
- ECOS DEL QUIJOTE, Op. 85 (2016). Piano
- PERFIL DEL ÁNIMA, Op. 86 (2016). Violonchelo solo
- ÍCARO ENAMORADO, Op. 87 (2017). Voz y Piano
- REFLEJOS DE LA RAZÓN OSCURA, Op. 88 (2018). Piano
- PLANTO POR GASPAR, Op. 89 (2018). Oboe y orquesta de cuerda
- ¿SI ME ANEGARÉ? , Op. 90 (2017). Coro a cuatro voces masculinas
- AL SOL QUE OS MIRA, Op. 91 (2018). Coro a cuatro voces femeninas
- CONCIERTO PARA FLAUTA Y ORQUESTA, Op. 92 (2018). Flauta solista y Orquesta Sinfónica
- TIENTOS DE LA TROMPA ALADA, Op. 93 (2019). Trompa en Fa y Piano
- NANA PARA TABARÉ, Op. 94 (2019). Coro mixto a cuatro voces
- POEMA PARA UN NUEVO AÑO, Op. 95 (2020). Coro mixto a cuatro voces